# Поёлавояха
Поёлавояха (также Пойлово-Яха, Пойловояха) — река в России, протекает по Ямало-Ненецкому АО. Образуется слиянием рек Нёляко-Пойловояха и Нгарка-Пойловояха в центральной части Тазовского полуострова в Надымском районе на высоте 15 м над уровнем моря. В верхнем течении пересекает границу с Тазовским районом. На всём протяжении течёт на северо-восток. В нижнем течении берега обрывистые, покрытые озёрной тундрой. Впадает с запада в Тазовскую губу, южнее озера Пыемалто. Перед устьем ширина реки достигает 160 м, а глубина — 6,8 м. Длина реки составляет 173 км, вместе с притоком Нгарка-Пойловояха — 282 км. Площадь водосборного бассейна — 4800 км². Активно меандрирует.

## Притоки
(слева указано расстояние от устья, справа — длина)
- 46 км: Няхарседэяха (лв) — 20 км
- 51 км: Хальмерпаёта (лв) — 40 км
- 67 км: Нёляко-Лымбараси (лв) — 27 км
- 75 км: Нгарка-Лымбараси (лв) — 112 км
- 86 км: Лидянгъяха (пр) — 13 км
- 93 км: Нгаркахарвута (лв) — 81 км
- 114 км: Нюдяхарвута (лв) — 44 км
- 137 км: Ёлнгояха (лв) — 19 км
- 142 км: Ярэйяхатарка (пр) — 15 км
- 161 км: Собетъяха (лв) — 58 км
- 173 км: Нёляко-Пойловояха (пр) — 89 км
- 173 км: Нгарка-Пойловояха (лв) — 109 км

## Данные водного реестра
По данным государственного водного реестра России относится к Нижнеобскому бассейновому округу, водохозяйственный участок — реки бассейна Карского моря от восточной границы бассейна реки Надым до северо-западной границы бассейна реки Пур, речной подбассейн реки — подбассейн отсутствует. Речной бассейн реки — Пур.
Код объекта в государственном водном реестре — 15040000212115300054174.